# 胡迪 (玩具總動員)
胡迪警長（英語：Sheriff Woody Pride）是虛構的牛仔玩偶，出現在迪士尼／皮克斯的電腦動畫《玩具總動員》系列中。在電影中，胡迪與巴斯光年和翠絲是主要主角之一，他主要由湯姆·漢克斯配音，而遊戲和商品則由湯姆的弟弟吉姆·漢克斯配音。
胡迪由導演約翰·拉薩特以及編劇安德魯·史坦頓、彼特·達克特以及喬·蘭夫特共同創作，他的面部特徵來自前迪士尼動畫師托恩·泰恩（Tone Thyne），角色是由巴德·洛其根據拉薩特小時候的鬼馬小精靈拉繩玩偶以及《你好杜迪》的木偶為基礎設計出來。
自首次出現以來，胡迪一直是有史以來最著名和最受歡迎的電影角色之一，他的角色發展、個性以及湯姆·漢克斯的配音表現獲得了廣泛的好評。

## 選角
保羅·紐曼、羅賓·威廉斯和克林·伊斯威特都曾被考慮為胡迪的配音人選，但導演約翰·拉薩特一直希望胡迪由湯姆·漢克斯配音，並表示漢克斯「有能力捕捉情感並使其具有吸引力，即使這個角色就像他在《紅粉聯盟》飾演的角色一樣落魄又卑鄙」。
當皮克斯要求漢克斯在電子遊戲和其他商品中為胡迪配音時，漢克斯表示「去找我的弟弟吉姆吧。他會答應的」。收到提議後，皮克斯讓吉姆·漢克斯為電玩遊戲、玩具、景點以及其他商品為胡迪配音。

## 登場作品

### 《玩具總動員》
《玩具總動員》中，胡迪是安弟（Andy Davis）最喜歡的玩具，也是安弟玩具的領導者。當安弟在生日會上收到名為巴斯光年的新款太空人玩具時，胡迪的地位一度受到威脅，但經過一連串的經歷，包括逃離破壞狂阿薛（Sid Phillips）的家後，胡迪與巴斯光年成為了好友。

### 《玩具總動員2》
《玩具總動員2》中，胡迪發現自己曾經是熱門電視節目《胡迪牛仔秀》（Woody's Roundup）的主角，並被節目相關的玩具翠絲、邋遢礦工彼得（Stinky Pete）和紅心（Bullseye）要求留下，一同前往位於日本的小西玩具博物館（Konishi Toy Museum），但他決意回到安弟的家繼續完成玩具的使命。最後，除了邋遢彼得外，翠絲和紅心都成為安弟玩具的一份子。

### 《玩具總動員3》
《玩具總動員3》中，如今的安弟是即將升上大學的17歲青少年，他決定只把胡迪帶到大學，其餘的玩具放置閣樓上，但安弟的媽媽誤以為那些玩具是要丟棄的，於是把玩具們捐贈到陽光托兒所。到達托兒所後，巴斯等玩具決定留在托兒所，胡迪則試圖回到安弟身邊，但卻被小女孩邦妮（Bonnie Anderson）意外發現並帶回家。在邦妮家中，胡迪和她的玩具們成為了朋友，並知道了陽光托兒所的秘密。
得知真相後，胡迪趕回到托兒所，卻發現好友們被托兒所的玩具首領熊抱哥囚禁。胡迪和好友們在玩具電話的幫助下制定了一個逃離托兒所的計劃。當他們快將成功之際，熊抱哥等玩具卻出現在他們面前。雙方在托兒所附近的垃圾箱對峙，最後意外跌進垃圾箱之中，並被附近的垃圾車運送到垃圾焚化廠。當他們差點丟入爐中被焚化時，之前走失的三眼怪利用焚化廠內的巨型吊爪成功抓住。玩具們回到家後，胡迪安排將好友們捐贈到邦妮家。除了舊玩具，安弟決定也把胡迪付託給邦妮，並表示胡迪是他最喜歡的玩具，因為胡迪非常忠誠、永遠不會放棄任何人。

### 《玩具總動員4》
《玩具總動員4》中，胡迪正在努力適應與邦妮一起生活的日子，但很快邦妮對他失去興趣。後來，邦妮利用一次性湯匙、冰棒棍、粘土、紅色絨毛鐵絲等美勞材料創造出新玩具叉奇（Forky），但叉奇認為自己是垃圾並不是玩具，多次試圖逃離邦妮從而獲得自由。得知邦妮有多麼喜愛叉奇的胡迪也多次試圖阻止他逃離。邦妮一家踏上公路旅行時，胡迪為了尋找成功逃離的叉奇與好友們走散了。胡迪嘗試教會叉奇作為玩具的樂趣和責任，過程中胡迪在二次機會古董店（Second Chance Antiques）與9年前被安弟的媽媽賣掉的舊愛牧羊女寶貝重逢。
後來，胡迪和寶貝規畫從洋娃娃蓋比蓋比（Gabby Gabby）手中救出叉奇，而蓋比蓋比提出想用胡迪的發聲盒作為條件以換取叉奇。救援計畫失敗後，寶貝和胡迪發生爭執，胡迪隨口說出被遺棄的玩具並不會理解對小孩忠誠是多麼的重要。意識到蓋比蓋比因為自己的聲音盒故障不能被小孩寵愛的玩具後，胡迪願意交出自己的聲音盒。巴斯向胡迪保證邦妮就算沒有他也會過得很好，胡迪和寶貝重修舊好。最後，胡迪與巴斯等一眾好友告別，與寶貝繼續幫助被遺棄的玩具尋找新家。